# 吉積文平
吉積 文平（よしずみ ぶんぺい、1891年（明治24年）8月25日 - 1980年（昭和55年）11月3日）は、日本の実業家、政治家。徳島市長。現徳島県徳島市出身。旧名・朝日福助。

## 経歴
名東郡加茂村今切（現:徳島市春日町）で、朝日兵吉の二男として生まれる。1913年、徳島市北佐古町（現佐古三番町）の吉積家の養子となり文平と改名。徳島県飼糧畜産及び旭精毅工業の社長を歴任。
徳島市会議長を務め、1945年、徳島市長に就任し、1946年まで1期を務めた。他にも徳島県信用保証協会長、徳島県中小企業協同組合中央会長、徳島市社会福祉協議会長、徳島県精麦工業協同組合理事長などを歴任。